# Подставский, Томаш
Тома́ш Ма́ртинш Подста́вский (порт. Tomás Martins Podstawski; род. 30 января 1995, Порту) — португальский футболист, полузащитник.

## Биография
Родился в городе Порту. Мать футболиста, Мария, в прошлом выступала за сборную Португалии по гимнастике. Отец, Влодзимеж, польского происхождения, играл в баскетбол за быдгощский клуб и в гандбол за «Варшавянку». Родители познакомились во время учёбы в Киеве. У Томаша два брата — Антонио (1998 г. рождения) и Филипе (2002 г. рождения), играющие за «Боавишту».
Обладает гражданством Португалии и Польши. Знает португальский, французский, английский, испанский и польский языки. Окончил музыкальную школу по классу скрипки.

## Футбольная карьера
Занятия футболом начинал в «Боавиште», так как её школа была ближе к дому (по словам отца). В 2009 году был приглашён в «Порту». Играл в детских и юношеских составах команды. Являлся капитаном юношеской сборной Португалии до 17 лет.
22 февраля 2012 года был включён в состав клуба тренером Виктором Перейрой, на ответный матч 1/16 финала Лиги Европы с «Манчестер Сити». Получил на матч футболку с именем и номером 42, которую хранит. На поле не вышел.
С сезона 2012/13 года играет в команде «Порту Б» в Сегунда лига. В первом сезоне участвовал в 4 играх команды, в сезоне 2013/14 года в 11 играх выходил в основном составе (в 8 был затем заменён), а в 13 играх выходил на замену. По итогам сезона команда заняла 2 место в Сегунде, которое даёт право напрямую выйти в Лигу Сагриш, но как резервный клуб была оставлена в Сегунде.
Принимал участие в Юношеской лиге УЕФА сезона 2013/2014.
С 2017 по 2018 год играл за «Виторию» из Сетубала. Его первой зарубежной командой стала польская «Погонь», представлявшая город Щецин. В дальнейшем выступал за норвежский «Стабек» (2021), израильскую «Бней Иегуду» (2022), кипрскую «Кармиотиссу» (2022—2023) и польский «Рух» (2023)

## Карьера в сборной
Играл в сборных командах Португалии возрастов 16, 17, 18, 19 и 20 лет. В сборных до 17 и до 19 капитан сборной.
Со сборной до 17 лет принимал участие в финальном турнире Чемпионата Европы 2010 года в Лихтенштейне. Португалия тогда заняла 3 место в группе и в полуфинал не вышла.
Со сборной до 19 лет принимал участие в финальных турнирах Чемпионатов Европы 2013 (3—4 место) и 2014 (в качестве капитана сборной, 2 место) годов. На чемпионате Европы 2014 года забил гол в матче со сборной Австрии.
Рассматривался как потенциальный игрок сборной Польши по футболу.

## Достижения
Сборная
- Серебряный призёр чемпионата Европы по футболу среди юношей до 19 лет: 2013, 2014